# 2014 في لبنان

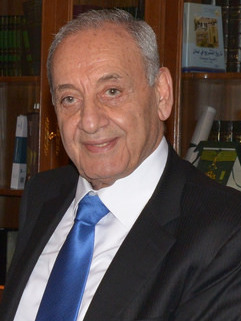
رئيس مجلس النواب اللبناني نبيه بري.

فيما يلي قوائم الأحداث التي وقعت خلال عام 2014 في لبنان.
- 23 أبريل – الشغور الرئاسي في لبنان 2014-2016

## سياسة

### تعيين في المنصب
- 15 فبراير – تمام سلام رئيس وزراء لبنان.

### انتهاء فترة المنصب
- 15 فبراير – نجيب ميقاتي رئيس وزراء لبنان.

## أفلام
من الأفلام التي صدرت هذه السنة في لبنان:
- 1 يناير – الوادي من إخراج غسان سلهب.

## كتب
من الكتب التي صدرت هذه السنة في لبنان:
- 1 يناير – حي الأميركان من تأليف جبور الدويهي.
- 1 يناير – طابق 99 من تأليف جنى فواز الحسن.

## وفيات

### يناير
- 1 يناير – جمال الجمال (مواليد 1957) دبلوماسي فلسطيني.
- 1 يناير – جورج جرداق (مواليد 1933)
- 17 يناير – أماليا أبي صالح (مواليد 1946) ممثلة لبنانية.

### فبراير
- 14 فبراير – أنسي الحاج (مواليد 1937) شاعر لبناني.
- 27 فبراير – أسعد قطيط (مواليد 1924) سياسي لبناني.

### يونيو
- 22 يونيو – فؤاد عجمي (مواليد 1945)

### سبتمبر
- 14 سبتمبر – صائب جارودي (مواليد 1929) سياسي لبناني.

### نوفمبر
- 26 نوفمبر – صباح (مواليد 1927) مغنية وممثلة لبنانية.
- 28 نوفمبر – سعيد عقل (مواليد 1912) شاعر لبناني.